# Manchild
Manchild är en låt av Neneh Cherry, utgiven som singel den 8 maj 1989. Singeln är den andra från albumet Raw Like Sushi. Singeln nådde femte plats på UK Singles Chart och sjunde plats på Sverigetopplistan.

## Låtlista
- Singel och CD-singel

1. "Manchild" – 3:52
2. "Manchild (The Original Mix)" – 4:44

- Singel och CD-singel (USA)

1. "Manchild (Edit)" – 3:51
2. "Phoney Ladies" – 3:52

- Maxisingel och mini-CD-singel

1. "Manchild (The Old School Mix)" – 5:32
2. "Manchild (The Original Mix) – 4:44
3. "Buffalo Stance (The There's Nothing Wrong Mix – Sukka Mix II)" – 5:36

- Maxisingel (remix)

1. "Manchild (Massive Attack Remix)" – 5:24
2. "Manchild (Massive Attack Bonus Beats)" – 0:55
3. "Manchild (Smith & Mighty Remix)" – 4:39
4. "Manchild (Smith & Mighty More Bass – Less Vocal Style)" – 4:39